# Brachioppia palmata
Brachioppia palmata är en kvalsterart som beskrevs av Sandór Mahunka 1985. Brachioppia palmata ingår i släktet Brachioppia och familjen Oppiidae. Inga underarter finns listade.